# Jin-guk
Jin, auch Jin-guk („Jin-Reich“), war ein bronzezeitlicher Staat in Ostasien, der vermutlich zwischen dem 3. und 2. Jahrhundert v. Chr. Teile der südlichen Koreanischen Halbinsel bedeckte und im Norden an Go-Joseon grenzte. Seine Hauptstadt befand sich südlich des Han-ganges. 
Über das Königreich Jin ist nur wenig bekannt. Es ging im Staatenbund Samhan auf, dessen Mitglieder sich jeweils als Erbe Jins ansahen.

## Geschichte

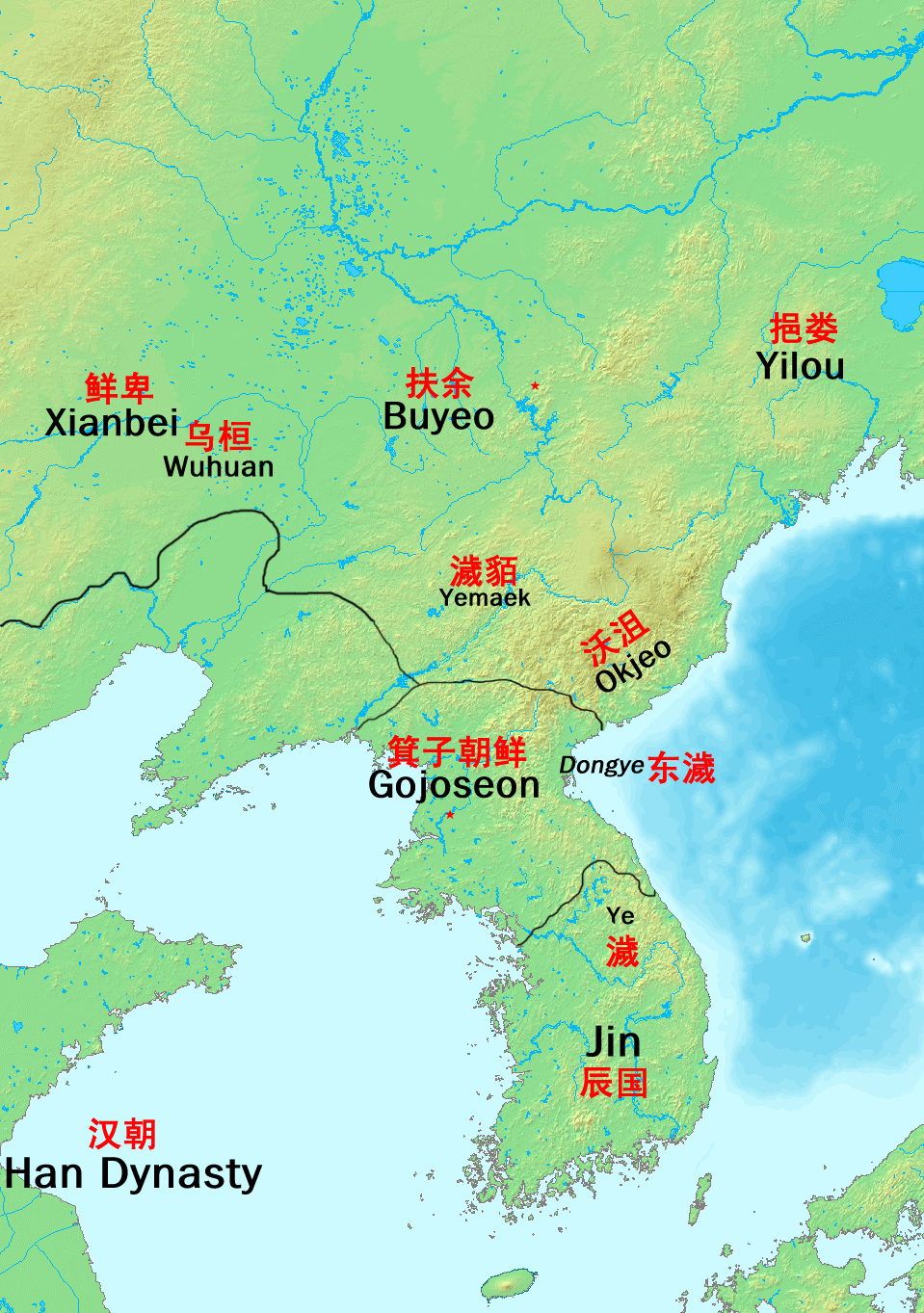
Damalige Dynastien auf der Koreanischen Halbinsel

Das Königreich Jin taucht in verschiedenen chinesischen Schriften, u. a. der Sanguo Zhi, auf, in denen der Empfang von Botschaftern am Hof der Han-Dynastie erwähnt wird. Möglicherweise handelt es sich bei dem in chinesischen Quellen erwähnte Gaeguk oder Gaemaguk (chinesisch 蓋馬國, „Reich der gepanzerten Pferde“) um Jin.
Inwieweit es sich bei Jin tatsächlich um einen zusammenhängenden, organisierten Staat handelte, ist unklar. Möglich ist auch, dass Jin lediglich ein Bund kleinerer Stämme und Stadtstaaten war. Da der Staat allerdings Botschafter zur Han-Dynastie sandte, kann man zumindest von einem gewissen Maß an zentraler Gewalt ausgehen.
Es wird berichtet, dass König Jun 194 v. Chr. von Go-Joseon nach Jin geflohen sein soll, nachdem er von Wiman gestürzt wurde.
Jin war der Vorläufer des Staatenbundes Samhan, dessen Mitglied Jinhan den Namen weiterhin trug. Außerdem bezeichneten sich die Führer von Mahan als „Könige von Jin“, um damit ihren Anspruch auf ganz Samhan auszudrücken.

## Kultur
Archäologisch wird Jin meist in die koreanische Bronzedolch-Kultur eingeordnet, die gegen Ende des ersten Jahrtausends v. Chr. entstand. Die meisten Funde konnten im Südwesten der südkoreanischen Provinzen Chungcheong und Jeolla gemacht werden, was Rückschlüsse auf die geographische Lage Jins erlaubt.